# Tieying
Tieying (kinesiska: 铁营乡, 铁营) är en socken i Kina. Den ligger i provinsen Shandong, i den östra delen av landet, omkring 120 kilometer norr om provinshuvudstaden Jinan.
Genomsnittlig årsnederbörd är 750 millimeter. Den regnigaste månaden är juli, med i genomsnitt 282 mm nederbörd, och den torraste är mars, med 3 mm nederbörd.